# Église Sainte-Quitterie de Frégimont
L'église Sainte-Quitterie est une église catholique située à Frégimont ( Lot-et-Garonne), en France

## Historique
D'après la transaction passée entre le curé Guillaume Péchimbert, les paroissiens et Pierre de Montpezat, seigneur de Frégimont, la construction de l'église a été entreprise en 1506. Elle n'est pas terminée en 1551, au moment de la visite du vicaire Vallier, car ce dernier demande aux paroissiens de « parachever de bastir et édiffier le clocher, ensemble de voulter ladite église en la qualité qu'elle est commencée le plus tôt qu'ils pourront ».
L'église a eu à subir des dégâts au cours des guerres de religion d'après le procès-verbal de la visite de 1572. Mais elle est réparée en 1639 lors de la visite de l'archiprêtre cependant elle est dépourvue de voûtes. Elle comprend deux chapelles : la chapelle sud dédiée à Notre-Dame appartient au seigneur du lieu, celle du nord est dédiée à saint Blaise.
Des travaux de restauration des baies sont entrepris au XIXe siècle. L'architecte Léopold Payen est intervenu sur la voûte en 1877.
La toiture est reprise en 1932.
De nouvelles réparations sont faites sur la toiture et le clocher à la suite de dégâts provoqués par la foudre en mai 2009.
L'édifice est inscrit au titre des monuments historiques le 26 mai 1952,.